# 赵素华
赵素华（1965年—），内蒙古赤峰人，汉族，中华人民共和国政治人物、第十二届全国人民代表大会山东地区代表。
毕业于包头钢铁学院采矿工程专业。加入中国民主同盟。2013年，担任全国人大代表。